# Vastagbéltükrözés

vastagbéltükrözés sematikus ábrája

A vastagbéltükrözés (kolonoszkópia) a vastagbél teljes és a vékonybél végső szakaszának vizsgálata.
A vizsgálati folyamatokat a svájci Peter Deyhle fejlesztette ki 1969-ben. Az első szűréseket is ő végezte el.

## Orvosi javallat
- szűrés 50 éves kortól, másodlagos megelőzés céljából
- amikor vér jelenik meg a székletben
- tumor vagy ismeretlen elsődleges tumor áttétének megkeresésének céljából, különösen a beteg testtömegének váratlan csökkenésekor
- krónikus gyulladásos bélbetegségek kialakulásakor
- váratlan béltevékenységnél, például székrekedés, hasmenés
- egyéb hasi panaszoknál
- vastagbélpolip műtéti eltávolítása és vastagbélrák kezelése után

## A vastagbélrák és egyéb betegségek kezdeti felismerése
A kezelőorvos vagy gasztroenterológus mielőtt vastagbéltükrözést rendelne el a betegnél, több dolgot is megvizsgál. Például a bélműködés rendellenességére lehet következtetni, ha az étvágy megváltozik vagy diéta nélkül is jelentős testtömegcsökkenés alakult ki. Ezenkívül ilyenkor puffadás érzése, hányás, szédülés is felléphet a betegnél.
A has fonendoszkópos meghallgatásával felismerik a bélhangokat, ami információt nyújt a bélműködésről. A has tapintásos vizsgálatával a gyomor és a bélrendszer elváltozásainak jeleit keresik. A rektális vizsgálatkor a bélnyálkahártya és az alsó bélszakaszok állapotát lehet meghatározni.
A vastagbélrák szűrése székletvizsgálat segítségével történik úgy, hogy nem látható vért keresnek benne. A vizsgálatot évente ajánlják elvégezni, nőknek és férfiaknak egyaránt. A betegség minél koraibb diagnosztizálása érdekében fontos a vizsgálatokon való rendszeres részvétel.

## A vizsgálat előkészítése
A vastagbelet a vizsgálat előtt ki kell üríteni, hogy a vizsgálatot ne akadályozzák a székletmaradványok. Erre a célra erős hatású hashajtót használnak, amit a vizsgálatot megelőző napon, vagy néhány órával a vizsgálat előtt ortográd bélmosással juttatnak be a beteg szervezetébe. Sok páciens számára nehéz és kényelmetlen a hashajtás a polietilén-glikol oldatokkal. A betegeknek 3-5 liter folyadékot kell meginni néhány órán belül. Az oldat kellemetlen íze enyhíthető almalé hozzáadásával. Lehetőség van kombinált ozmotikus hashajtók használatára is, amelyek a szekréciót és motilitást fokozzák. Ennek a módszernek az a hátránya, hogy a keringési terhelés nagyobb lehet.

## A vizsgálati eszköz

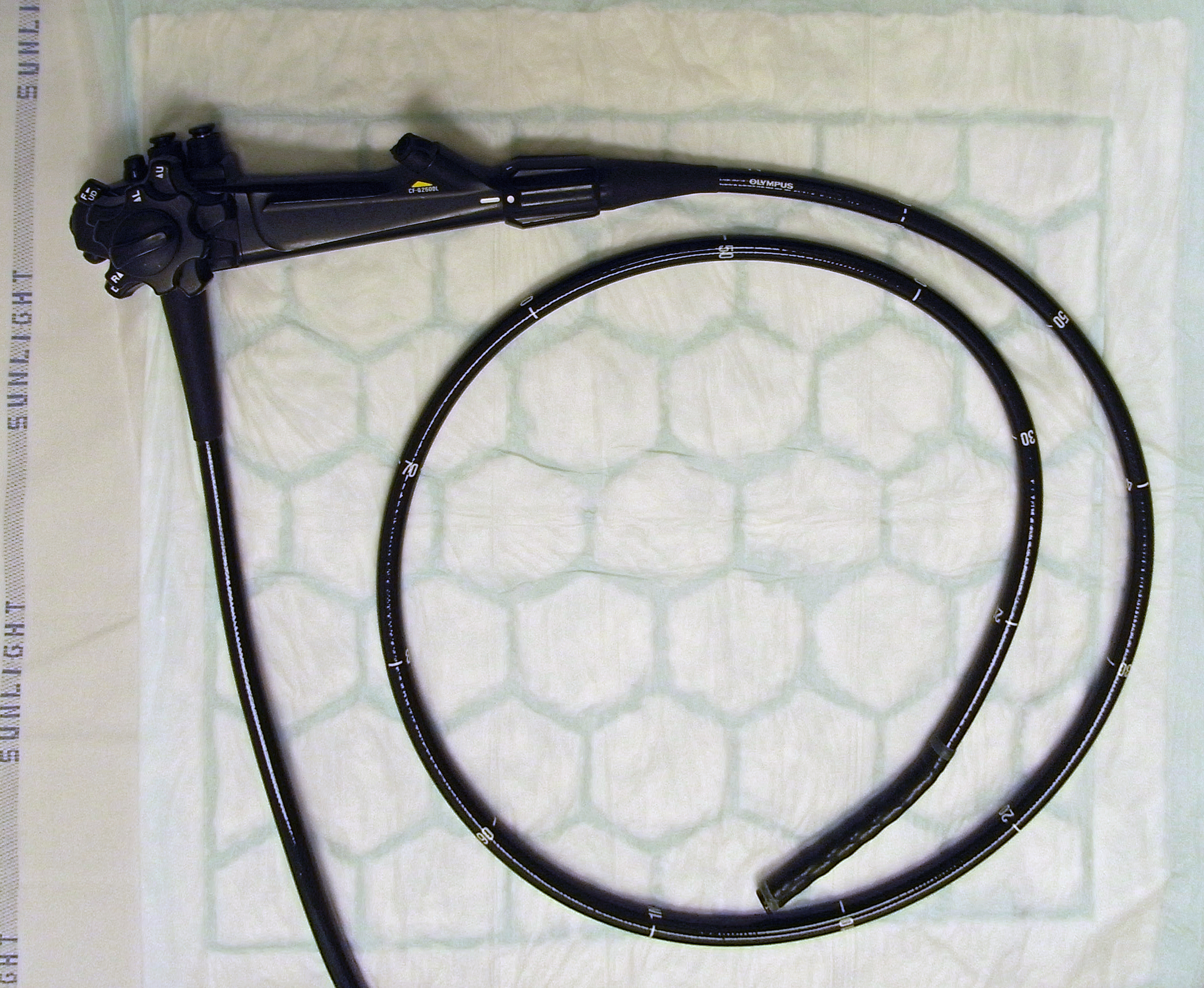
Rugalmas kolonoszkóp

A rugalmas kolonoszkóp 1 centiméter átmérőjű, hossza pedig 120 centiméter. Manapság általában már videó kolonoszkópot használnak, ami a képet továbbítja egy monitorra, amin akár a beteg is nézheti a vizsgálati folyamatot. Az eszköz szívási funkciót is el tud látni, amivel az öblítőfolyadékot és a folyékony székletmaradványokat is el lehet távolítani. Kis átmérőjű cső is található benne, amibe kis méretű fogók helyezhetőek. Emiatt alkalmas szövetminták vételére és polipok eltávolítására is.

## Éber altatás és monitorozás
Midazolám nyugtatót és szükség esetén tramadol vagy petidin fájdalomcsillapító injekciót adnak a páciensnek, hogy elviselhető legyen a vizsgálat. Ezenkívűl propofol érzéstelenítőt is adnak, ezért nem éreznek semmit az eljárás során. Azonban ezeknek az anyagoknak a használata a vizsgálat szövődményeinek kialakulását okozhatják. Különösen szív- és érrendszeri és légzőszervi szövődmények alakulhatnak ki, emiatt néhány esetben halállal végződhet a tükrözés 
A beteget az éber altatás alatt folyamatosan megfigyelés alatt tartják. Pulzoximétert helyeznek az egyik ujjra, amivel a pulzust és a véroxigénszintet mérik.

## Felfedezhető betegségek
- diverticulumok
- polipok
- gyulladások (például gyulladásos krónikus bélbetegségek, pszeudomembranózus kolitisz)
- fekélyek
- tumorok
- szűkületek
- bélnyálkahártya vérzése
- paraziták, idegentestek

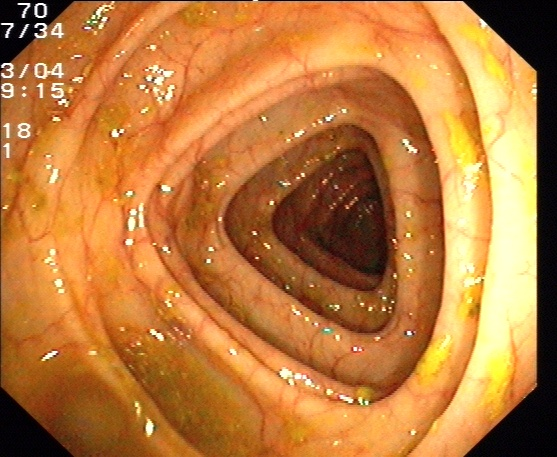
Normál állapotú vastagbél
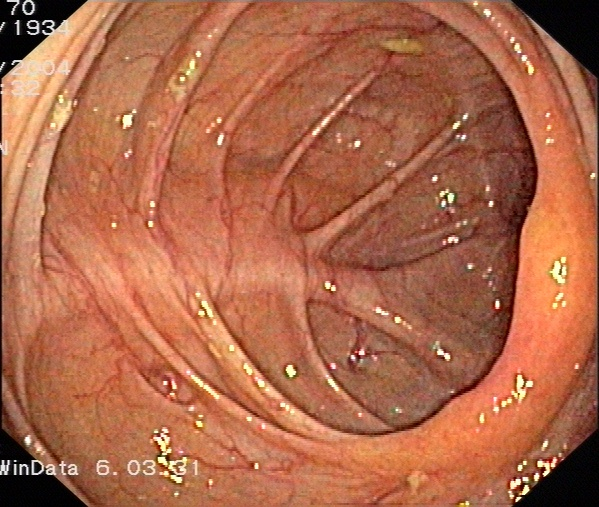
Normál állapotú vakbél Bauhin-billentyűvel (felszálló vastagbél)
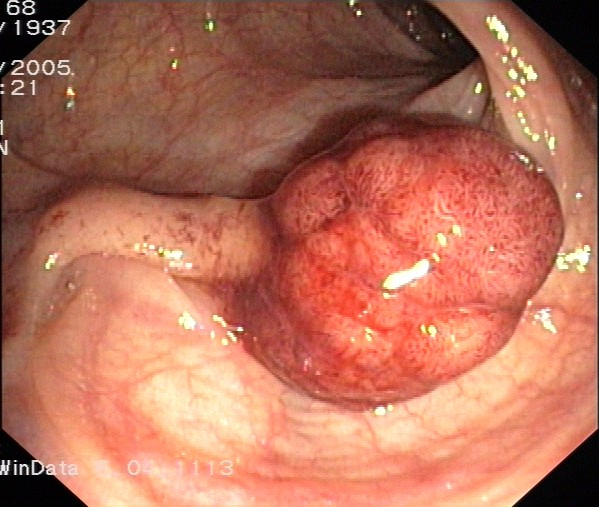
Pedunculált polip
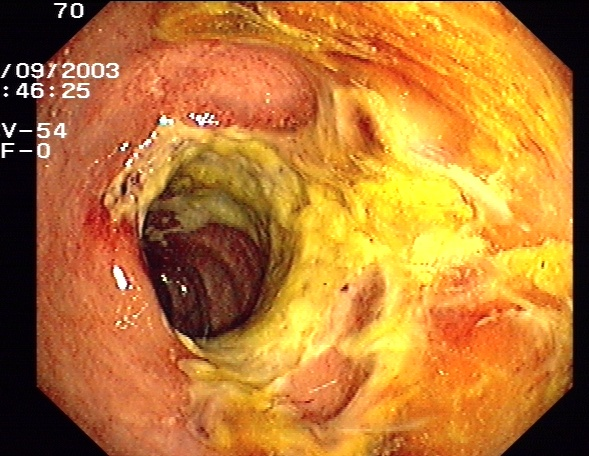
Vastagbélgyulladás
Angiodysplasia a vakbélben

## Fordítás
- Ez a szócikk részben vagy egészben  a   Koloskopie című német Wikipédia-szócikk ezen változatának fordításán alapul.  Az eredeti cikk szerkesztőit annak laptörténete sorolja fel. Ez a jelzés csupán a megfogalmazás eredetét és a szerzői jogokat jelzi, nem szolgál a cikkben szereplő információk forrásmegjelöléseként.